# Agustín de la Vega (político)
Agustín de la Vega (1929 - 16 de enero de 2011) fue un político y abogado argentino, quien fue autoridad de los tres poderes en la provincia argentina de La Rioja.

## Trayectoria
Entre otros cargos y tuvo una amplia trayectoria política, fue Rector de la Universidad Provincial de La Rioja y Presidente del Consejo de Abogados.
Fue el único político de la provincia que ha encabezado los tres poderes del Estado: presidió la Cámara de Diputados de La Rioja, asumió como Gobernador tras el fallecimiento de Alberto Cavero en 1989, sin embargo debió renunciar en junio de 1991 ante la presión de la Legislatura por problemas por saldos adeudados a empleados públicos, y asumió en su lugar Luis Beder Herrera. En 2003 se desempeñó como Presidente del Tribunal Superior de Justicia de esa provincia.

## Fallecimiento
Luego de una larga enfermedad, en una clínica privada de la capital riojana, dejó de existir el domingo 16 de enero a las 10, a la edad de 81 años.
El mandatario en funciones, Beder Herrera, destacó que “estamos despidiendo a un amigo y a un gran hombre, que ha dejado rastros profundos en La Rioja”.